# Свенссон, Магнус
Магнус Свенссон (швед. Magnus Svensson, 10 марта 1969, Фалькенберг) — шведский футболист, полузащитник. Выступал за сборную Швеции.

## Карьера
Первым клубом Свенссона был любительский «Винберг». В 1994 году перешёл в «Хальмстад», выступавший в Аллсвенскан (высшей лиге чемпионата Швеции). Дебютировал в Аллсвенскан 5 апреля 1994 года в матче против «Норрчёпинга», «Хальмстад» проиграл со счётом 2:3. Два сезона провёл в норвежском клубе «Викинг». Играл в квалификационных раундах Кубка УЕФА 1999/2000, забил гол португальскому «Спортингу».
В 2000 году перешёл в датский клуб «Брондбю». Дебютировал в Суперлиге 12 марта 2000 года в матче против «Эсбьерга», «Брондбю» проиграл со счётом 2:3. Единственный гол в чемпионат Дании забил 4 ноября 2001 года в ворота клуба «Вейле». В 2002 году вернулся в «Хальмстад». В сезоне-2004 сыграл во всех матчах клуба в чемпионате, причём во всех из них выходил в стартовом составе и только в одном матче был заменён.
В сборной Швеции дебютировал 22 февраля 1996 года в игре товарищеского турнира «Carlsberg Cup» против команды Японии, Швеция выиграла в серии пенальти. Сыграл в двух матчах Чемпионата Европы 2000 и четырёх матчах Чемпионата мира 2002 года. Забил 2 гола в товарищеских играх: 12 февраля 2001 года Китаю и 13 февраля 2002 года Греции.; обе игры закончились со счётом 2:2. Последний раз играл за сборную 11 июня 2003 года в отборочном матче Евро-2004 против Польши.

## Достижения
- Обладатель Кубка Швеции 1995
- Чемпион Швеции 1997
- Чемпион Дании 2001/02